# 찰스 스콧 셰링턴
찰스 스콧 셰링턴 경(영어: Sir Charles Scott Sherrington, OM GBE PRS FRCP FRCS, 1857년 11월 27일 ~ 1952년 3월 4일)은 영국의 신경생리학자, 조직학자, 세균학자, 병리학자이다.
1920년대 초 왕립학회 회장을 지냈으며, 1932년에는 신경 세포의 기능에 관한 연구로 에드거 에이드리언과 함께 노벨 생리학·의학상을 받았다.

## 상훈
- 1905년 : 로열 메달
- 1922년 : 대영 제국 훈장 1등급(GBE, 작위급 훈장)[11]
- 1924년 : 메리트 훈장(Order of Merit, OM)[12]
- 1927년 : 코플리 메달
- 1932년 : 노벨 생리학·의학상

## 회원
- 1893년 : 왕립학회 회원[1]

## 출판물

### 《The Integrative Action of the Nervous System》(1906년)
1906년에 출판된 이 책은 1904년 예일 대학교에서 진행한 셰링턴의 강의 10강에 대한 요약본이다. 이 책에서는 뉴런 이론에 대해 이야기하는데, 특히 1897년에 셰링턴이 도입한 용어 "시냅스", 뉴런 간의 상호작용 및 반사궁의 메커니즘에 대해 다룬다.
셰링턴은 이 책에서 뉴런과 그물체 이론 사이의 논쟁을 효과적으로 해결함으로써 현대 우리가 가지고 있는 중추신경계에 대한 이해를 형성하는 데 기여했다. 그는 신경계가 신체의 다양한 부분을 조정하며 반사작용은 신경계의 상호작용의 가장 단순한 표현이라는 이론을 제시함으로써 신체 전체가 일관되게 작용함을 보였다. 반사작용이 특별한 목적을 가지고 나타남을 보였으며, 자세 반사, 신장 반사 등에 의존성과 말초부의 고유수용성감각기관으로 신경이 어떻게 뻗어가는지 발견하였다. 고유수용성(proprioceptive)이라는 용어도 셰링턴이 처음 제안하였다.

### 《Mammalian Physiology: a Course of Practical Exercises》(1919년)
1919년 제1차세계대전 종전 후 셰링턴이 옥스퍼드 대학교에 돌아온 후 출판되었다.

### 《The Assaying of Brabantius and other Verse》(1925년)
셰링턴의 시집이다. 셰링턴은 요한 볼프강 폰 괴테에게 영감을 받아 시를 썼다. 다만 셰링턴의 괴테의 과학 저서들에 대해서는 말을 아꼈다.

### 《Man on His Nature》(1940년)
셰링턴의 철학적 생각들을 모아둔 책이다. 셰링턴은 16세기 프랑스 의학자 장 페르넬에 대해 연구하였다. 1940년에 초판이 출판되었으며, 1951년에 수정본이 다시 출판되었다. 인간의 마음, 존재, 신에 대한 자연철학적 생각을 담고 있다. 여기서 셰링턴은 뉴런들의 활동을 "수백만의 민주주의"로 평가했다.